# Championnats d'Europe de bandy
 (août 2021).
Si vous disposez d'ouvrages ou d'articles de référence ou si vous connaissez des sites web de qualité traitant du thème abordé ici, merci de compléter l'article en donnant les références utiles à sa vérifiabilité et en les liant à la section « Notes et références ».

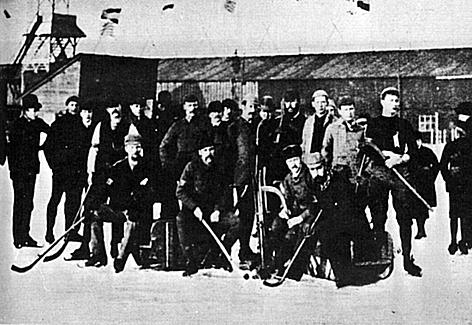
Equipe anglaise de bandy de 1913 qui fut sacrée championne d'Europe cette année

Les championnats d'Europe de bandy sont des compétitions sportives regroupant entre quatre et huit équipes nationales, qui ont eu lieu à trois reprises en 1913, 2014 et 2016.

## Historique

### 1913
Le premier Championnat d'Europe a eu lien en 1913 dans le Eisstadion de Davos. L'Angleterre devint Champion d'Europe.
Les autres équipes participantes sont :
- Allemagne
- Angleterre
- Autriche-Hongrie
- Belgique
- France
- Italie
- Pays-Bas
- Suisse

### 2014 et 2016
Le 6 janvier 2014 a eu lien un Championnat d'Europe non-officiel à Davos en Suisse pour fêter les 100 ans du Championnat d'Europe de Bandy 1913 et car la Fédération internationale de bandy voulait propager le sport en Europe. Les matchs ont eu lieu à l'Eisstadion Davos à Davos.
Equipes présentes au Championnat d'Europe de Bandy 2014 :
- Pays-Bas
- République tchèque
- Allemagne
- Hongrie

Equipes présentes au championnat d'Europe de Bandy 2016 :
- Allemagne
- Estonie
- Lettonie
- Pays-Bas

## Sources
1. ↑  (nl) « Vierlanden toernooi bandy te Davos », sur Bandybond.nl, 18 décembre 2013 (consulté le 3 août 2024)